# الحملة الإقريطيشية (949)
الحملة الإقريطيشية أو الحملة الكريتية هي حملة وقعت في آب 949، حيث غزا الجيش البيزنطي جزيرة إقريطش (كريت) التي كانت تحت سيطرة العرب. انتهت الحملة بهزيمة نكراء للجيش البيزنطي.
في عام 949، خطط الإمبراطور البيزنطي قسطنطين السابع لحملة جديدة لاستعادة جزيرة كريت. وعلى الرغم من إدراكه للفشل الباهظ الذي تكبدته حملة 11 أيلول على إقريطش ، خطط قسطنطين لحملة أصغر حجمًا وأقل تكلفة وأكثر حذرًا. قام بنشر أساطيل لمراقبة بحر إيجة والبحر الأبيض المتوسط، ووصل إلى الأندلس وشمال أفريقيا. مع وجود العديد من السفن في مهمة الحراسة.
في صيف عام 949، أرسل البيزنطيون أسطولًا مكونًا من 60 سفينة تضم 10000 من مشاة البحرية و5700 جندي ومرتزقة. تشير مصادر أخرى إلى أن البيزنطيين لم يكن لديهم سوى 4100 رجل للحملة. كانت الحملة بقيادة الخصي قسطنطين جونجيلس. نزل البيزنطيون على الجزيرة دون مقاومة في آب 949 م.
لقد فشل جونجيليس في تحصين معسكره أو استطلاع العرب، مما تركه معرضًا للخطر. شن العرب هجومًا مضادًا مفاجئًا، مما أسفر عن مقتل العديد من الجنود وأسر الباقين على طول معسكرهم. تمكن جونجيليس وجزء صغير من أسطوله من النجاة من هذه الكارثة. كان فشل الحملة يرجع إلى حد كبير إلى عدم كفاءة جونجيل.